# ダイコンソウ
ダイコンソウ（大根草、学名：Geum japonicum）はバラ科ダイコンソウ属 の多年草。

## 特徴
植物体全体に粗い毛が散生する。茎は直立し、高さは25-60cmになり、上部はまばらに分枝し、分枝は長い。根出葉は羽状複葉で長さは10-20cmになり、頂小葉は特に大きく、長さ3-6cmになる円形から広卵形で、多くは3裂し、縁には低い鋸歯があり、側小葉は小さく、1-2対あり、小さな付属小葉片がまじる。茎につく葉は、下部のものは3深裂し、上部につくものには切れ込みがない。基部に小さな托葉があり、縁に粗い歯牙がある。
花期は7-8月。まばらに分枝した茎先に径約15mmになるオレンジ色や黄色、赤などの花をつける。小花柄に短い毛が密生する。花弁は5個で平開し、萼裂片は5個で花時に下向きに反り返り、副萼片5個は萼片と互生する。雄蕊と雌蕊は多数ある。集合果は径15mmになる球形で、痩果は紡錘形となり、先がＳ字状に曲がる。

## 分布と生育環境
日本全国どこにでも見られる。北海道南部、本州、四国、九州に分布し、丘陵地、山地の林下、谷川のへりなどに生育する。世界では、中国大陸中部にかけて分布する。

## 和名の由来
和名ダイコンソウ は、大根草の意で、根出葉の小葉が大小交互してつくようすが、アブラナ科のダイコン（大根）の葉に似ていることからつけられた。

## ギャラリー
- 5弁花となる。花柱に関節がある。
- 集合果。花後、花柱の関節の先が脱落し先が曲がった痩果になる。
- 茎につく葉。基部の托葉は小さい。
- 根出葉。ダイコンの葉に似る。